# جوليان لان
جوليان لان (بالإنجليزية: Julian Lane)‏ هو لاعب كرة قدم أمريكية وسياسي أمريكي، ولد في 21 أكتوبر 1914 في تامبا في الولايات المتحدة، وتوفي بنفس المكان في 4 مايو 1997. حزبياً، نشط في الحزب الديمقراطي. وقد انتخب عضو مجلس ولاية فلوريدا وانتخب عضو مجلس نواب فلوريدا.